# 스타라야루사

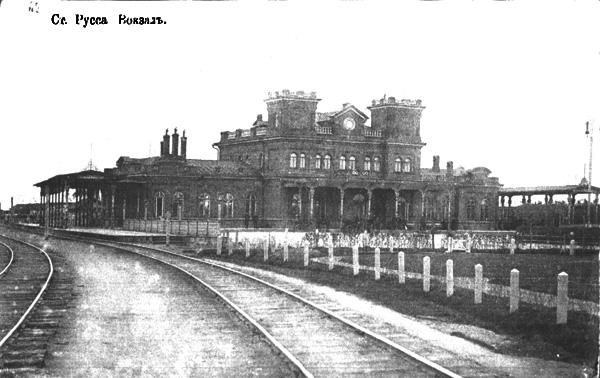
Train station as in 1916

10 руб, 2003

스타라야루사(러시아어: Ста́рая Ру́сса)는 러시아 노브고로드주 스타로루스키 군의 중심지이다.
인구는 3만 5,500명(2003년)이고, 면적은 92km이다.
폴리스티 강(일멘 강의 지류)이 흐르고, 벨리키노브고로드에서 99km지점에 위치해 있다.
현재 시장과 군수는 예브게니 랴보프(Евгений Иванович Рябов) (1996년 10월 6일에 선거에서 뽑힘)이다.

## 경제
현재 모스크바, 상트페테르부르크, 프스코프와 탈린을 연결하고 있는 지점에 위치해 있다.

## 문화재
- 게오르기예프스카야 교회(Георгиевская церковь)
- 트로이츠카야 교회(Троицкая церковь)